# Заспа, Лариса Леонидовна
Лариса Леонидовна Заспа (укр. Лариса Леонідівна Заспа, родилась 22 сентября 1971 года в Хмельницком) — украинская гандболистка, бронзовый призёр летних Олимпийских игр 2004 года в составе сборной Украины. Заслуженный мастер спорта Украины.

## Биография
Училась в Киевском спортивном лицее-интернате. Играла на позиции вратаря. Известна по выступлениям за «Спартак» (Киев), «Автомобилист» (Бровары), «Олимпия» (Любляна), «Мотор» (Запорожье). Бронзовый призёр Олимпийских игр 2004 года в составе сборной Украины, награждена орденом княгини Ольги III степени.
После карьеры игрока работала в Федерации гандбола Украины и сети фитнес-центров. Есть дочь Яна.